# Région Est (Nouvelle-Calédonie)
Pour les articles homonymes, voir Région de l'Est.
La région Est a été l'une des quatre collectivités territoriales qui ont subdivisé le territoire d'outre-mer (TOM) français de la Nouvelle-Calédonie à la fin de la période des « Événements » entre 1988 et 1989, servant de prémices aux trois actuelles provinces. Elle a été créée par le « statut Pons II » (en référence au nouveau ministre des DOM-TOM, Bernard Pons) du 22 janvier 1988. Elle est constituée à partir des portions de deux précédentes régions qui avaient été créées par le statut Fabius-Pisani en 1985, le Centre et le Nord. Elle est finalement supprimée par la loi référendaire du 9 novembre 1988 faisant suite aux accords de Matignon et appliquée à partir de 1989, et est divisée entre les nouvelles provinces Sud et Nord.

## Géographie

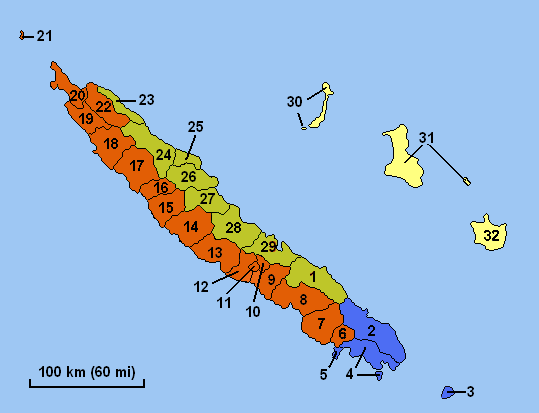
Carte des subdivisions administratives de la Nouvelle-Calédonie sous le statut Pons II

Le statut du 22 janvier 1988 crée cette nouvelle région à partir des parties orientales des défuntes régions Centre (Thio, Canala et Houaïlou) et Nord (Ponérihouen, Poindimié, Touho, Hienghène et Pouébo). Elle correspond exactement à l'ancienne 3e circonscription (dite circonscription est) qui servait à élire l'Assemblée territoriale entre 1957 et 1985.
Comme son nom l'indique, elle couvre la quasi-totalité de la côte Est de la Grande, et est séparé de la région Ouest par la Chaîne Centrale. Elle est la deuxième plus vaste des quatre régions du statut Pons II, avec une superficie de 5 693,9 km2 (34,8 % de la Grande Terre, 30,65 % de l'ensemble du Territoire).
Elle comprend les 8 communes suivantes :
- Sur la côte Ouest (à proprement parler, à savoir le littoral ouest de l'île) :
  - Thio
  - Canala
  - Houaïlou
  - Ponérihouen
  - Poindimié (chef-lieu régional)
  - Touho
  - Hienghène
  - Pouébo

Son point culminant est alors le mont Panié (Hienghène), le plus haut sommet de la Chaîne Centrale et de la Nouvelle-Calédonie avec 1 629 m. Ce découpage, proposé par Dick Ukeiwé et entériné par Jacques Chirac, sert à rééquilibrer quelque peu démographiquement les quatre régions, même si la région Sud est nettement plus peuplée.

## Démographie
Il s'agit de la troisième région la plus peuplée, après celles du Sud et de l'Ouest. Selon les chiffres du recensement de 1989, elle accueillait alors 22 248 personnes, soit 13,55 % de la population totale de la Nouvelle-Calédonie sur un peu moins du tiers de son territoire. La densité y est très faible, avec 3,9 hab./km 2. Sa commune la plus peuplée est Canala (8e commune du Territoire sur le plan démographique, 3 966 habitants et 4,8 hab./km2), suivie par Houaïlou (3 671 personnes et 3,9 hab./km2) et Poindimié (3 590 personnes et 5,3 hab./km2). La commune la plus dense est Pouébo, avec 11,06 hab./km2.
La région Est est la partie du monde rural néo-calédonien (dit « Brousse »), la plus mélanésienne, du fait que les implantations de colons-éleveurs ou agriculteurs sont restées limitées sur cette côte (à l'exception de petites expériences, à l'époque des colons Feillet, à Ponérihouen, Poindimié, Canala, Hienghène ou Houaïlou). De plus, beaucoup des descendants d'Européens sur la côte Est (notamment à Thio) ont été évacués à la suite des actions des Comités de lutte indépendantistes. Les villages miniers de Thio ou Kouaoua (dans la commune de Canala) ont également, plus récemment, attiré des populations non Kanak. 141 tribus se trouvent dans cette région, sur 339 dans l'ensemble de l'archipel.

## Compétences
Le statut Pons II est adopté après le rejet de l'indépendance au référendum d'autodétermination du 13 septembre 1987 (par 98,3 % des suffrages exprimés et 58 % des inscrits, la participation n'étant que de 59,1 % du fait du boycott des indépendantistes) : son but est ainsi d'être durable, de redonner une certaine autonomie au Territoire au sein de la République française et de renforcer l'aspect fédéral de la régionalisation. Les compétences des régions sont ainsi très vastes :
- le développement et l'aménagement régional,
- secteur rural : l'agriculture, la pêche côtière, l'Aquaculture et les forêts,
- le tourisme,
- ressources naturelles : les énergies nouvelles et l'exploitation des carrières,
- économie : les activités industrielles, commerciales et artisanales,
- infrastructures : les infrastructures routières, portuaires et aéroportuaires,
- action sociale : l'action sanitaire et l'habitat social,
- éducation : l'enseignement des cultures locales et la promotion des langues kanak
- culture : l'animation culturelle,
- la jeunesse et les loisirs,
- emploi : la formation professionnelle et les aides à l'emploi.

## Institutions et politique

### Conseil de région
La collectivité est gérée par un conseil de région de 11 membres, élu au suffrage universel direct à la proportionnelle de liste, selon la règle de la plus forte moyenne. La réunion des quatre conseils de région forment le Congrès du Territoire, l'assemblée délibérante à l'échelle de la Nouvelle-Calédonie. La durée maximale du mandat des conseillers de région est fixé à 5 ans.
Le conseil de région élit en son sein, lors de sa première réunion, un président et deux vice-présidents, au vote uninominal secret à trois tours maximum. Le président prépare et exécute les délibérations du conseil, et peut déléguer certaines de ses attributions à ses vice-présidents. Il est également, avec ses homologues des autres régions et sous la direction du président du Congrès du Territoire, membre du Conseil exécutif chargé d'« assister » le Haut-commissaire de la République, délégué du gouvernement, qui assure les fonctions exécutives du Territoire.
Le président du conseil de région est, comme sous le statut précédent, avec ses homologues des autres régions, membre de droit du Conseil exécutif (aux côtés de son président et de 5 autres membres élus par le Congrès), qui assure désormais les fonctions exécutives du Territoire. Il est également le seul conseiller de région à ne pas pouvoir siéger au Congrès du Territoire. Les membres du Conseil exécutif doivent également quitter cette dernière assemblée, mais peuvent rester membres du conseil de région.

### Politique
Une seule élection régionale sous ce statut va avoir lieu, le 24 avril 1988, dans un contexte très tendu (les indépendantistes, qui ont rejeté le statut Pons II, boycottent ce scrutin qui se déroule en plus alors que vient de commencer la prise d'otages d'Ouvéa). Si le statut Fabius-Pisani avait créé cette région pour qu'elle soit gérée par les indépendantistes du Front de libération nationale kanak et socialiste (FLNKS) de Jean-Marie Tjibaou qui y est majoritaire, l'abstention de ces derniers provoquent une victoire des anti-indépendantistes du Rassemblement pour la Calédonie dans la République (RPCR) mais également une participation très faible, à seulement 29 % des inscrits. Même le mouvement indépendantiste modéré et légaliste de Libération kanak socialiste (LKS) a choisi cette fois le boycott, même si certains de ses membres ont monté dans certaines régions des listes baptisées Unir pour Construire : dans l'Est, elle est menée par le maire de Poindimié Francis Poadouy.
Le jour du scrutin, la liste du RPCR, tirée par le député Maurice Nénou, emporte 7 sur 9 sièges. « Unir pour Construire » de Francis Poadouy obtient les 2 élus restants (les 2 seuls indépendantistes du nouveau Congrès). Le Front national mené par Marcel Dubois n'obtient aucun représentant.
Le conseil de la région Ouest était ainsi composé, entre sa première séance le 29 avril 1989 et le scrutin suivant du 11 juin 1989 :
- Président (et donc membre du Conseil exécutif du Territoire) : Henri Wetta (RPCR, conseiller territorial puis membre du Congrès depuis 1984, ancien conseiller de gouvernement chargé de la Santé et de l'Administration pénitentiaire de 1982 à 1984)
- 1er Vice-président : Maurice Nénou (député depuis 1986, ancien conseiller territorial de 1984 à 1985)
- 2e Vice-président : Jack Mainguet
- 9 membres du Conseil de région :
  - 7 du RPCR (en gras ceux qui sont restés également membres du Congrès) :

  1. Maurice Nénou (1er vice-président)
  2. Auguste Parawi-Reybas (conseiller territorial puis membre du Congrès depuis 1973, ancien maire de Houaïlou de 1971 à 1977)
  3. Henri Wetta (président)
  4. Théophile Ponga
  5. Jack Mainguet (2e vice-président)
  6. Delin Wéma
  7. Danielle Esposito

  - 3 de « Unir pour Construire » (LKS dissidents) :

  1. Francis Poadouy (Maire de Poindimié de 1977 à 1979, ancien conseiller territorial de 1979 à 1985)
  2. Lucien Mindia